# Joakim Hagelin
Joakim Lars Erik Hagelin, född 30 april 1989 i Linköping, Sverige, är en svensk före detta professionell ishockeyspelare. Hagelin gjorde seniordebut i Hockeyettan för Tranås AIF under säsongen 2008/09. Efter att ha spelat juniorishockey för Linköping anslöt han till IK Oskarshamn i Hockeyallsvenskan. Han etablerade sig i klubben och ligan under fyra säsonger och återvände sedan till moderklubben Linköping HC och gjorde SHL-debut 2013. Han lyckades dock inte slå sig in i laget och blev istället utlånad till Djurgårdens IF i Hockeyallsvenskan.
Efter att ha tillbringat en säsong med AIK, återvände Hagelin till IK Oskarshamn inför säsongen 2015/2016 där han gjorde ytterligare tre säsonger. Säsongerna 2018/19 och 2019/20 tillhörde han Modo Hockey. Mellan 2020 och 2023 spelade han för Västerviks IK i Hockeyallsvenskan.

## Karriär
Hagelins moderklubb är Linköping HC, som han spelade juniorishockey för fram till och med säsongen 2008/2009. Samma säsong spelade han också en match för Tranås AIF i Hockeyettan. Den 13 april 2009 meddelades det att Hagelin skrivit ett ettårsavtal med IK Oskarshamn i Hockeyallsvenskan. Den 16 september 2009 spelade han sin första match i Hockeyallsvenskan, i en 3–2-förlust mot IF Sundsvall Hockey. Den 21 oktober samma år noterades han för sitt första mål i serien, på Markus Svensson, i en 2–3-förlust mot Malmö Redhawks. PÅ 33 grundseriematcher noterades han för totalt fem mål och tre assistpoäng. Efter säsongens slut bekräftades det den 20 april 2010 att Hagelin förlängt sitt avtal med Oskarshamn med ytterligare två år.
Hagelins andra säsong i klubben blev poängmässigt sämre, med sex poäng på 44 grundseriematcher (ett mål, fem assist). Därefter gjorde han dock sin poängmässigt främsta grundserie i Hockeyallsvenskan och vann dessutom lagets interna skytteliga. På 52 matcher stod Hagelin för 32 poäng, varav 20 mål. Under säsongens gång, den 10 januari 2012, förlängde han sitt avtal med Oskarshamn med ytterligare två säsonger. Han spelade sedan ytterligare en säsong med Oskarshamn, där han stod för 16 poäng på 45 grundseriematcher (sju mål, nio assist).
Den 22 april 2013 meddelades det att Hagelin återvänt till sin moderklubb Linköping HC i SHL, som han skrivit ett tvåårskontrakt med. Den 14 september samma år gjorde han SHL-debut, i en match mot Luleå HF. Efter 19 matcher med Linköping där han producerat en assistpoäng, meddelades det den 21 november 2013 att Hagelin lånats ut till Djurgårdens IF i Hockeyallsvenskan. Han tillbringade resten av säsongen med Djurgården och noterades för 12 poäng på 28 matcher (fyra mål, åtta assist). Han var sedan med att hjälpa Djurgården till avancemang till SHL via Kvalserien till Svenska Hockeyligan 2014. Den 18 juni 2014 bekräftade Linköping att man i samförstånd brutit avtalet med Hagelin. Samma dag tillkännagav AIK i Hockeyallsvenskan att man skrivit ett ettårsavtal med Hagelin. Säsongen blev ett stort misslyckande för klubben då man slutade näst sist i grundserien och tvingades till kvalspel för att hålla sig kvar i Allsvenskan.
Den 6 juli 2015 stod det klart att Hagelin återvänt till IK Oskarshamn då han skrivit ett ettårsavtal med klubben. Den 8 oktober samma år gjorde Hagelin sitt första hattrick i Hockeyallsvenskan då IK Pantern besegrades med 4–1. Hagelin gjorde 20 mål under säsongens gång och slutade på andra plats i lagets interna skytteliga. På 45 grundseriematcher noterades han för 30 poäng. Den 6 juli 2016 förlängde Hagelin sitt avtal med klubben med ytterligare två år.
Efter totalt sju säsonger i IK Oskarshamn lämnade Hagelin klubben för spel i seriekonkurrenten Modo Hockey, vilket tillkännagavs den 16 april 2018. Kontraktet skrevs på två år. Inför säsongen utsågs han till en av lagets assisterande lagkaptener. Hagelin fick en stor del av säsongen 2019/20 spolierad på grund av skador och spelade endast 23 grundseriematcher för Modo. På dessa matcher noterades han för två mål och åtta assist.
Den 1 september 2020 skrev Hagelin ett ettårsavtal med Västerviks IK. Under sin första säsong i klubben var han lagkapten och stod för 18 poäng på 40 grundseriematcher (tio mål, åtta assist). Den 1 augusti 2021 stod det klart att Hagelin förlängt sitt avtal med klubben med ytterligare en säsong. Han missade slutet av säsongen 2021/22 då han ådrog sig en hjärnskakning under en match mot HC Vita Hästen i februari 2022.
Den 28 juli 2022 stod det klart att Hagelin förlängt sitt avtal med Västervik med ytterligare en säsong. Den 14 april bekräftades det att Hagelin avslutat sin spelarkarriär för att bli assisterande tränare i Västerviks IK. I mitten av februari 2025 bekräftades det att Hagelin skulle komma att spela en sista gång för Västervik i slutskedet av säsongen 2024/25.

## Statistik
| 2008–09                  | Tranås AIF               | Div. 1                   | 1   | 0   | 0   | 0   | 0   | —  | — | —  | —  | —  |
| 2009–10                  | IK Oskarshamn            | HA                       | 33  | 5   | 3   | 8   | 14  | —  | — | —  | —  | —  |
| 2010–11                  | IK Oskarshamn            | HA                       | 44  | 1   | 5   | 6   | 6   | —  | — | —  | —  | —  |
| 2011–12                  | IK Oskarshamn            | HA                       | 52  | 20  | 12  | 32  | 34  | 6  | 1 | 1  | 2  | 4  |
| 2012–13                  | IK Oskarshamn            | HA                       | 45  | 7   | 9   | 16  | 73  | 6  | 2 | 0  | 2  | 2  |
| 2013–14                  | Linköping HC             | SHL                      | 19  | 0   | 1   | 1   | 4   | —  | — | —  | —  | —  |
| 2013–14                  | Djurgårdens IF           | HA                       | 28  | 4   | 8   | 12  | 4   | 10 | 1 | 3  | 4  | 2  |
| 2014–15                  | AIK                      | HA                       | 51  | 7   | 10  | 17  | 22  | 10 | 2 | 2  | 4  | 24 |
| 2015–16                  | IK Oskarshamn            | HA                       | 45  | 20  | 10  | 30  | 32  | 5  | 0 | 2  | 2  | 2  |
| 2016–17                  | IK Oskarshamn            | HA                       | 31  | 7   | 7   | 14  | 24  | —  | — | —  | —  | —  |
| 2017–18                  | IK Oskarshamn            | HA                       | 48  | 13  | 8   | 21  | 47  | 8  | 0 | 1  | 1  | 2  |
| 2018–19                  | Modo Hockey              | HA                       | 52  | 12  | 19  | 31  | 44  | 5  | 3 | 1  | 4  | 4  |
| 2019–20                  | Modo Hockey              | HA                       | 23  | 2   | 8   | 10  | 10  | —  | — | —  | —  | —  |
| 2020–21                  | Västerviks IK            | HA                       | 40  | 10  | 8   | 18  | 22  | 10 | 0 | 5  | 5  | 2  |
| 2021–22                  | Västerviks IK            | HA                       | 36  | 6   | 12  | 18  | 21  | —  | — | —  | —  | —  |
| 2022–23                  | Västerviks IK            | HA                       | 35  | 4   | 6   | 10  | 42  | 5  | 0 | 1  | 1  | 25 |
| 2024–25                  | Västerviks IK            | Div. 1                   | 1   | 0   | 0   | 0   | 2   | —  | — | —  | —  | —  |
| Hockeyallsvenskan totalt | Hockeyallsvenskan totalt | Hockeyallsvenskan totalt | 563 | 118 | 125 | 243 | 395 | 65 | 9 | 16 | 25 | 67 |
| SHL totalt               | SHL totalt               | SHL totalt               | 19  | 0   | 1   | 1   | 4   | —  | — | —  | —  | —  |